# Sagan om konungens årsinkomst
Albums de Slagsmålsklubben
Den svenske disco
(2003) Boss for Leader
(2007)
Sagan om Konungens årsinkomst est le troisième album du groupe de musique électronique suédois Slagsmålsklubben, il a été publié en 2005 sur le label Djur and Mir. Son titre signifie "Le revenu annuel du roi", calembour suédois jouant sur la proximité phonétique entre "återkomst" (le retour) et "årsinkomst" (le revenu annuel).

## Description
Les lignes mélodiques et les programmations de boîtes à rythmes sont encore plus complexifiées que dans Den svenske disco. Après un début très kitsch (Terror Flynn Ok Ok, Smart drag Mr.Chister), l'album se décline ensuite en de surprenants mélanges jazz/electro (Kom igen kommissarien), des déluges d'arpégiateurs (Bib) et de synthèses de guitare électrique (Rakade ögonbryn ska det vara). Après le surprenant et vocal I hennes majestäts hemliga hatt, l'obscurité de Alfons Dolphins et la quiétude mélancolique de 1888 Franklin, l'album s'achève sur le single His morning promenade.

## Liste des morceaux
1. Terror Flynn Ok Ok
2. Erd ist froh
3. Smart drag Mr. Christer
4. Djur Don't Love MIR Yet
5. Kom igen kommissarien
6. Bib
7. Rakade ögonbryn skall det vara
8. Grovhuggen kepsgubbe
9. Spring för livet gottegris
10. I hennes majestäts hemliga hatt
11. Alfons Dolphins
12. 1888 Franklin
13. His Morning Promenade